# 2017年多特蒙德隊巴士攻擊
2017年4月11日，德国足球队多特蒙德足球俱乐部的旅游大巴遭到路边炸弹袭击。三枚炸弹爆炸时，大巴将球队送往威斯特法伦球场参加欧冠联赛四分之一决赛首回合的比赛，对阵摩纳哥。一名球员和一名警察受伤，大巴的强化玻璃防止伤亡扩大。警察目前正调查动机。有线索表明事件是伊斯兰恐怖主义袭击。从现场发现的信件声称此次袭击是针对德国军事干预伊斯兰国击毙穆斯林展开的报复，并扬言会有更多袭击，除非德国撤军且美军关闭拉姆施泰因空军基地。另一条线索则显示这是一场假旗袭击，可能由极右翼策划。
警察逮捕一名他们认为是伊斯兰国成员的伊拉克移民，但发现他跟爆炸案没有联系。2017年4月21日，德国警方逮捕一名涉嫌引爆炸弹以拖垮多特蒙德股价，从而赚取空头利润的男子。

## 炸彈爆炸
多特蒙德足球俱乐部的球队大巴在前往多特蒙德威斯特法伦球场的途中遭到三枚土制管状炸弹的袭击。藏在路边树篱中的炸弹于当地时间19点15分许（UTC+1）引爆。炸弹配备尖锐的金属针，波及范围约100米（109码）。根据涉事雷管和炸药的类型，德国当局猜测“有恐怖分子参加”。炸弹使用军用雷管，炸药可能出自军需物资。球队的西班牙籍球员马克·巴特拉被窗玻璃碎片弄伤左手腕，被送往附近医院立即进行手术。一名警察被爆炸炸伤并休克，当时他驾乘摩托车护送大巴。当时，大巴正前往多特蒙德对阵摩纳哥的2016–17年歐洲冠軍聯賽四分之一决赛首回合比赛的场地信义伊德纳公园，比赛延期至第二日。

## 調查
德国警方和州律师将事件定性为针对多特蒙德足球俱乐部的未遂谋杀和有计划的袭击。有三份宣称负责的宣言，遗留在现场的一份声称伊斯兰主义动机，在网上发布的一份声称“反法西斯主义”动机（被认为是假的），后来被送至一家报社的一份声称极右动机。德国联邦检察官办公室最初声称此次袭击疑似是涉及伊斯兰主义的恐怖主义行为。北莱茵-威斯特法伦州内政部长表示袭击“手法专业”。警方正调查袭击是由伊斯兰主义者还是左派或右派策动。德国媒体报道，调查人员也考虑是否有外国间谍制造爆炸案。

### 声称负责
负责声明有三份，第一份是在现场遗留的一式三份的信件。信件表示，这起袭击事件是针对德国干预伊拉克和叙利亚伊斯兰国展开的报复。信件要求关闭美军在拉姆施泰因的基地，德国从叙利亚撤走龙卷风战斗轰炸机，除非满足要求，否则将在德国继续对非穆斯林名人发动袭击。另外两封信字迹相似。伊斯兰国此前在欧洲发动的袭击没有这类供词，所以信件看上去不寻常。有别于以前通过视频宣称负责，这些信件直接提到德国总理，没有宗教标语，伊斯兰国标志或签名。后来德国媒体表示，调查人员“严重怀疑”信件真实性，认为它们是仿照伊斯兰主义者写的。
另一份声明在左翼自由发布网站IndyMedia公布。声明发动袭击是因为多特蒙德队抵制种族主义、纳粹主义和右翼民粹主义者球迷不力。后来这份假声明被删除，警方也认为声明是假的。
时隔数日，《每日镜报》收到的第三份声明指向右翼动机。这封匿名电子邮件歌颂希特勒，抨击多元文化主义，并补充称袭击“是最后的警告”。联邦检察官的一位女发言人表示，声明正在调查中。信件还扬言于4月22日在德国另类选择举办党大会时，袭击策划示威的抗议者。

### 嫌疑人
警方锁定两名嫌犯，其中一人被捕。两名嫌犯所住的公寓被搜查。被捕的嫌犯是伍珀塔尔的伊拉克移民，他被怀疑是伊斯兰极端份子。警察相信他率领伊拉克的伊斯兰国部队参与屠杀、绑架、走私和敲诈勒索案。然而，警方后来得出结论，称他没有参与多特蒙德爆炸案。
2017年4月21日，联邦检察官宣布逮捕28岁的俄罗斯德裔公民谢尔盖·W（Sergej W），怀疑他犯有20项谋杀未遂、1项致爆炸物非法爆炸和严重殴击罪。该男子持有股票出售期权，能短期出售15000份估值约7.8万欧元的多特蒙德股票，事发时他一直呆在多特蒙德隊下榻酒店內能看到犯罪现场的一個房间。
如果這個攻擊計畫成功將可獲得390萬歐元的利潤，但是該股票在該隊被攻擊後只有下跌5%。銀行員工懷疑這個異常交易引起了洗錢的懷疑，促使他們提醒當局，並將他的身份傳給他們，之後導致他被捕。警方還表示，Sergej W.在現場留下信件，企圖使調查單位誤導穆斯林是襲擊事件的兇嫌。

## 之後
原本對摩納哥的比賽順延一天舉行，最後摩納哥3-2贏了該場比賽。
案发后，摩纳哥和多特蒙德的球迷们结下友谊。当晚，许多多特蒙德球迷、德国人和当地酒店向摩纳哥球迷提供免费食宿。德国总理安格拉·默克尔对袭击表示震惊。多特蒙德工作人员，前足球运动员洛塔尔·马特乌斯批评欧洲足联的赛程规划过短，最後該隊也八強出局。